# Kazunori Yamauchi
Pour les articles homonymes, voir Yamauchi.
Kazunori Yamauchi (山内一典) est un concepteur japonais de jeu vidéo. Il est l'emblématique créateur de la série Gran Turismo. Il est aussi le président du studio Polyphony Digital depuis sa fondation en 1998.

## Biographie
Kazunori Yamauchi est né le 5 août 1967. En parallèle à ses études d'économie, il s'amuse à créer des jeux vidéo. En 1992, il intègre Sony Epic Music et l'année suivante, il rejoint le groupe nouvellement constitué Sony Computer Entertainment.
Kazunori Yamauchi a plusieurs projets de jeux dans ses bagages. L'un d'entre eux est lié à sa passion pour l'automobile. Yamauchi prend la tête d'une équipe de sept personnes, Polys Entertainment, et commence à développer un ambitieux projet de simulation automobile : le futur Gran Turismo. Entretemps, il développe Motor Toon Grand Prix (1994) et sa suite (1996), deux jeux au style cartoon qui constituent une « entrée en matière » pour son équipe.
Après près de cinq années de développement, Gran Turismo voit le jour en décembre 1997 au Japon puis au printemps 1998 en occident. Affublé du slogan « The Real Driving Simulator » (« Le véritable simulateur de pilotage »), le jeu impose de nouveaux standards et devient une référence du genre. C'est un succès retentissant : avec plus de 10 millions d'exemplaires écoulés, Gran Turismo détient le record des ventes sur la console PlayStation.
En avril 1998, Kazunori Yamauchi prend la tête de Polyphony Digital, un studio externe qui reste affilié à Sony CE. Il développe six autres épisodes de la série Gran Turismo et divers épisodes annexes qui connaissent un important succès. En 2015, les ventes cumulées de la série s'élèvent à plus de 70 millions d'exemplaires. 
Kazunori Yamauchi apparaît comme une personnalité perfectionniste. Passionné d'automobile, il possède plusieurs modèles de collection : deux Ford GT, une Porsche GT3, une Nissan 350Z Nismo, une Honda S2000 et une Mercedes SL55. En 1992, il explique qu'il jouait à Grand Prix, la simulation de F1 de Geoff Crammond.

## Créations
Polys Entertainment
- 1994 : Motor Toon Grand Prix
- 1996 : Motor Toon Grand Prix 2 (en) (Motor Toon Grand Prix en occident)

Polyphony Digital
- 1997 : Gran Turismo
- 1999 : Gran Turismo 2
- 1999 : Omega Boost (en)
- 2001 : Gran Turismo 3: A-Spec
- 2002 : Gran Turismo Concept
- 2003 : Gran Turismo 4 Prologue
- 2004 : Gran Turismo 4
- 2006 : Tourist Trophy: The Real Riding Simulator
- 2007 : Gran Turismo 5 Prologue
- 2009 : Gran Turismo PSP
- 2010 : Gran Turismo 5
- 2013 : Gran Turismo 6
- 2017 : Gran Turismo Sport
- 2022 : Gran Turismo 7